# Jonas L.A. (banda sonora)
JONAS L.A es la banda sonora de la serie original de Disney Channel del el mismo nombre y la tercera banda sonora del grupo estadounidense Jonas Brothers. fue lanzada el 20 de julio de 2010. A medida que la serie se iba estrenando en Estados Unidos, las canciones iban siendo publicadas por Disney Channel. Primero fue publicada "L.A. Baby (Where Dreams Are Made Of) el 7 de mayo de 2010. Casi un mes después, concretamente el 11 de junio de 2010, fue publicada la canción Feelin' Alive. El 3 de julio fue publicada Chillin In The Summertime y seis días después fue publicada Hey You.

## Sencillos
"L.A. Baby (Where Dreams Are Made Of)" se lanzó como sencillo promocional en Radio Disney el 7 de mayo, alcanzando el n.º 1 en el Top 30 Countdown, convirtiéndose en su único éxito n.º 1 del álbum en esa lista, y se lanzó como descarga digital en iTunes el 29 de junio.

## Recepción Crítica
Stephen Thomas Erlewine, de AllMusic, declaró: "Tal vez están jugando con las reglas más de lo que lo hicieron en Lines, pero eso es bueno: se están dejando  actuar como niños, no como adultos, terminando con un puñado de pop animado y efervescente."

## Lista de canciones
| Jonas L.A. |                                                          |          |  |
| N.º        | Título                                                   | Duración |  |
| 1.         | «Feeling Alive»                                          | 3:15     |  |
| 2.         | «L.A. Baby (What Dreams are Made Of)»                    | 3:15     |  |
| 3.         | «Your Biggest Fan» (Nick Jonas feat. China Anne McClain) | 3:00     |  |
| 4.         | «Critical»                                               | 3:35     |  |
| 5.         | «Hey You»                                                | 2:49     |  |
| 6.         | «Things Will Never Be the Same»                          | 3:43     |  |
| 7.         | «Fall»                                                   | 3:27     |  |
| 8.         | «Summer Rain»                                            | 4:13     |  |
| 9.         | «Drive»                                                  | 3:46     |  |
| 10.        | «Invisible»                                              | 2:54     |  |
| 11.        | «Make It Right»                                          | 3:44     |  |
| 12.        | «Chillin' In the Summertime»                             | 3:28     |  |
| 13.        | «Set This Party Off»                                     | 2:56     |  |
| 44:02      |                                                          |          |  |

| Jonas L.A. (iTunes) |                               |          |  |
| N.º                 | Título                        | Duración |  |
| 14.                 | «Critical (Acoustic Version)» | 3:40     |  |

## Charts

### Weekly charts
| Chart (2010)                             | Peak position |
| ---------------------------------------- | ------------- |
| Bélgica (Ultratop flamenca)              | 59            |
| Canadá (Billboard Canadian Albums)       | 10            |
| Países Bajos (Album Top 100)             | 84            |
| Francia (SNEP)                           | 99            |
| Grecia (IFPI)                            | 46            |
| Italia (FIMI)                            | 32            |
| España (PROMUSICAE)                      | 51            |
| Estados Unidos (Billboard 200)           | 7             |
| Estados Unidos US Kid Albums (Billboard) | 2             |
| Estados Unidos (Soundtrack Albums)       | 1             |

### Charts de fin de Año
| Chart (2010)                                    | Position |
| ----------------------------------------------- | -------- |
| Estados Unidos US Soundtrack Albums (Billboard) | 21       |